# Iniistius dea
Iniistius dea är en fiskart som först beskrevs av Temminck och Schlegel, 1845.  Iniistius dea ingår i släktet Iniistius och familjen läppfiskar. IUCN kategoriserar arten globalt som livskraftig. Inga underarter finns listade i Catalogue of Life.